# 曹玑

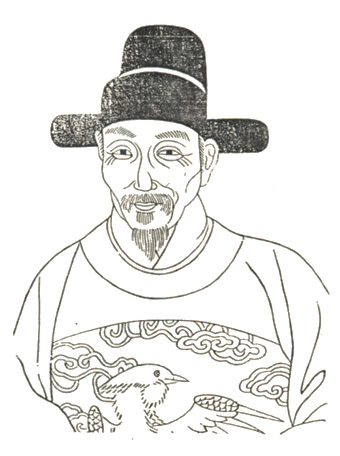
《江苏江阴曹氏宗谱》载《兰皋公像》

曹玑，字子玉，号兰皋，南直隶江陰縣（今属江苏省江陰市）人，明末官員。

## 生平
天啓四年（1624年），曹玑中式甲子科應天鄉試舉人，崇禎十年（1637年）登丁丑科第二甲第三名进士。户部觀政，本年六月授官户部福建清吏司主事，管临清钞关，十一年管大通桥，十二年升广东司员外郎，十三年降補湖广按察司炤磨，十四年京察。退居家食，筑漫园于城南隅，以诗酒自娱，屡徵不出。著有啸歌、碎琴、漫园、兰皋诸集行世。

## 家族
曾祖曹駕，誥敕中書；祖父曹懋仁，冠帶儒士，鄉賓；父曹尚志，歲貢，戶部主事。子曹禾，清朝进士，國子監祭酒。